# Voz Portucalense
Voz Portucalense ist eine wöchentlich erscheinende Kirchenzeitung in Portugal. Sie wurde im Januar 1970 auf Wunsch des damaligen Bischofs von Porto António Ferreira Gomes gegründet.
Die Zeitung beinhaltet Nachrichten aus dem Kirchenleben und Meinungen. Erscheinungsort ist Porto. Aktueller Leiter ist Manuel Correia Fernandes.